# Nordausques
Nordausques é uma comuna francesa na região administrativa de Altos da França, no departamento de Pas-de-Calais. Estende-se por uma área de 5,94 km². Em 2010 a comuna tinha 1 324 habitantes (densidade: 222,9 hab./km²).